# 彩虹飞蜥
彩虹鬣蜥（Agama agama），又名彩虹飛蜥，是鬣蜥科的一種蜥蜴，主要分佈在撒哈拉以南非洲。
身長13-30公分。
彩虹鬣蜥一般在正午時份出沒。雄性在繁殖期會展現其奪目的斑紋，頭部、頸部及尾巴會轉為鮮橙色，身體會轉為深藍。繁殖期以外的雄性是淡褐色。雌性及幼蜥的斑汶一般都是隠藏的。彩虹鬣蜥可以攀牆及石，主要是吃昆蟲。